# The Fifth Risk
The Fifth Risk – książka non-fiction autorstwa Michaela Lewisa z 2018 r., w której autor krytycznie analizuje zmiany i nominacje polityczne prezydenta Donalda Trumpa, zwłaszcza w odniesieniu do trzech agencji rządowych: Departamentu Energii, Departamentu Rolnictwa i Departamentu Handlu. Książka utrzymała się czternaście tygodni na liście bestsellerów New York Timesa. Obszerne fragmenty książki były dwukrotnie publikowane przez The Guardian.
Barack i Michelle Obama nabyli prawa do ewentualnej adaptacji książki jako serialu Netflix o rządzie USA.
W Polsce książka dostępna jest nakładem wydawnictwa Penguin Books z 2019 roku.  Jak na razie nie doczekała się polskiego tłumaczenia.